# Kip bana Josipa Jelačića u Zagrebu
Kip bana Josipa Jelačića kipara Antona Fernkorna nalazi se na Trgu bana Jelačića u Zagrebu. Jedan je od glavnih simbola grada Zagreba.
Kip je svečano otkriven na glavnom zagrebačkom trgu 16. prosinca 1866. godine. Dogodilo se to samo sedam godina nakon banove smrti. Kip prikazuje Josipa Jelačića na konju sa sabljom u ispruženoj desnoj ruci.
U Hrvatskoj se ustalio mit da je kip bana Josipa Jelačića na središnjem zagrebačkom trgu do 1947. godine, kad su ga komunističke vlasti uklonile, bio okrenut prema sjeveru kako bi svojom sabljom ‘pokazivao’ prema Mađarskoj. Iako u tome ima logike s obzirom na Jelačićeve povijesne borbe s Mađarima, kip je zapravo bio okrenut prema najnaseljenijem dijelu grada u vrijeme postavljanja – Gornjem gradu. Danas je okrenut prema jugu. 
Godine 1947. komunistički je režim uklonio kip, a 1990. godine je kip bio ceremonijalno vraćen na trg. Za službeno otvaranje simbolično je izabran 16. listopada, datum Jelačićeva rođenja. Svečanost je pred više od 100 tisuća okupljenih građana otvorio tadašnji gradonačelnik Boris Buzančić, a potom i tadašnji hrvatski predsjednik Franjo Tuđman nakon čega je počelo veliko slavlje.
Konj ispod bana Jelačića zove se Emir i ban ga je dobio na poklon od Mahmud-bega Bašića iz Bihaća. Ban je na konju dojahao na ustoličenje u Zagrebu, a deset godina nakon banove smrti, s ovog svijeta odlazi i konj Emir. Antonu Dominiku Fernkornu je poslužio za model kipa 1866. godine.